# Memphis Belle (film)
Cet article concerne le film de Michael Caton-Jones. Pour le bombardier, voir Memphis Belle.
Pour plus de détails, voir Fiche technique et Distribution.
Memphis Belle est un film de guerre produit par David Puttnam et Catherine Wyler, réalisé par Michael Caton-Jones et sorti en 1990.

## Synopsis
En 1943 l'équipage du bombardier B-17 baptisé Memphis Belle (la « Belle de Memphis », en référence à la petite amie du pilote, qui habitait dans cette ville) a déjà 24 missions à son actif en Europe. Plus qu'une pour terminer son tour et rentrer aux États-Unis. Mais cette mission, la plus dangereuse, consiste à bombarder Brême, à l'intérieur du territoire ennemi.
Cette dernière mission du Memphis Belle fera de son équipage le troisième à compléter le tour de 25 missions du service obligatoire. C'est pour cette raison que le 17 mai 1943, le lieutenant colonel Bruce Derringer (John Lithgow) arrive sur la base en Angleterre. Il a été envoyé par Washington pour rencontrer l'équipage et monter une opération de relations publiques avec le retour de l'avion et de son équipage aux États-Unis. Le Belle et ses hommes mèneront alors une tournée de propagande en faveur de l'effort de guerre et la souscription de bons d'armement par le public.
Il y a un fort contraste entre cet officier obnubilé par son opération, le commandant de la base préoccupé par ses équipages et se souvenant des disparus, et les aviateurs simplement préoccupés à survivre.
Pour cette dernière mission, l'équipage espérait une mission courte facile en France, mais l'objectif est une usine d'armement lointaine et bien protégée à Brême. Mais le vol est tout d'abord retardé en raison de nuages sur la cible. C'est l'occasion pour les aviateurs de se reposer autour de leur avion en attendant le début de la mission, et aussi de se poser des questions sur leur mission et la vie en général. L'un d'entre eux répare la moissonneuse d'un agriculteur dans le champ voisin et la conduit un moment.
Ces jeunes dont la vie est menacée, montrent des caractères différents. Le pilote du Memphis Belle est présenté à la fois comme « un type bien » mais aussi très à cheval sur le règlement. Il propose aux membres de l'équipage de les embaucher dans son entreprise après la guerre sans avoir de réponse favorable. Les autres membres de l'équipage montrent quant à eux leurs qualités et leurs défauts. L'équipage a également des réactions très humaines quand des B-17 sont abattus.
Certains d'entre eux croient par exemple qu'ils ne survivront pas à la mission. Notamment Eugene, un mitrailleur latéral qui pense avoir perdu sa médaille porte bonheur.
Pendant la mission, les avions de tête Windy City et C Cup ayant été abattus, le Memphis Belle se retrouve en tête de formation.
La cible étant couverte par les nuages, le pilote prend l'initiative de faire un tour pour revenir bombarder malgré une DCA intense. Dans l'histoire réelle, les équipages n'avaient pas autant de scrupules à épargner les civils.
Lors du demi tour, un membre d'équipage prend la place du mitrailleur de queue pour pouvoir justifier plus tard qu'il a bien tiré sur des Allemands. Il réussit à abattre un chasseur, mais dans sa chute, celui-ci sectionne la queue d'un B-17 qui s'abat.
Un membre d'équipage est grièvement blessé, et celui qui se prétendait docteur doit avouer qu'il n'a que quelques notions de médecine. Il propose de faire sauter le blessé en parachute, mais il finit par y renoncer, garder le blessé à bord et le soigner, malgré un arrêt cardiaque.
L'avion est ensuite frappé sur la dérive et un moteur prend feu. Le pilote doit plonger pour souffler l'incendie, ce qu'il réussit à faire.
Sur la Manche, l'avion ne vole plus que sur deux moteurs et l'équipage allège l'avion au maximum en jetant notamment les armes.
À l'approche du terrain, l'équipage s'aperçoit qu'une roue ne descend pas et il doit la descendre manuellement. Pendant ce temps, un mécanicien, au sol, jure : « Oh mon Dieu, ils n'ont qu'une seule roue de sortie ».
L'équipage réussit cependant à poser l'avion quasiment à l'état d'épave. L'équipage quitte l'avion indemne (sauf le blessé qui est emmené à l'hôpital), chacun ayant pris confiance dans les autres.

## Fiche technique
- Titre : Memphis Belle
- Réalisation : Michael Caton-Jones

Opérateur séquences aériennes : James Devis
- Scénario : Monte Merrick
- Image : David Watkin
- Musique : George Fenton
- Décors : Stuart Craig
- Montage : Jim Clark
- Casting : Marion Dougherty et Juliet Taylor
- Costumes : Jane Robinson
- Directeur artistique : Norman Dorme
- Son : David John
- Production : David Puttnam et Catherine Wyler[2]

Producteur associé : Eric Rattray
Producteur exécutif : Irwin Allen
- Sociétés de production : Enigma Productions, Fujisankei Communication Group, British Satellite Broadcasting et County Natwest Ventures
- Société de distribution : Warner Bros.
- Langue originale : anglais
- Format : couleur — 35 mm / 70 mm — 1,85:1 — son Dolby (35 mm) / 6 pistes magnétiques distinctes (70 mm)
- Genre : Guerre, drame
- Durée : 107 minutes
- Dates de sortie[3] :
  - États-Unis : 12 octobre 1990
  - France : 16 janvier 1991

## Distribution
- Matthew Modine (VF : Emmanuel Jacomy ; VQ : Pierre Auger) : le capitaine Dennis Dearborn
- Eric Stoltz (VF : Serge Faliu ; VQ : Sébastien Dhavernas) : le sergent Danny « Danny Boy » Daly
- Tate Donovan (VQ : Benoit Rousseau) : le lieutenant Luke Sinclair
- D. B. Sweeney (VQ : François Godin) : le lieutenant Phil Lowenthal
- Billy Zane (VF : Vincent Violette ; VQ : Daniel Lesourd) : le lieutenant Val « Valentin » Kozlowski
- Sean Astin (VF : Damien Boisseau ; VQ : Antoine Durand) : le sergent Richard Moore
- Harry Connick Jr. (VF : Denis Laustriat ; VQ : Gilbert Lachance) : le sergent Clay Busby
- Reed Diamond (VF : Éric Missoffe ; VQ : Marc Labrèche) : le sergent Virgil Hoogesteger
- Courtney Gains (VF : Franck Baugin) : Eugene McVey
- Neil Giuntoli (en) (VF : Julien Kramer ; VQ : Bernard Fortin) : Jack Bocci
- David Strathairn (VF : Philippe Peythieu ; VQ : Jean-Luc Montminy) : le colonel Craig Harriman
- John Lithgow (VF : Jean-Paul Richepin ; VQ : Vincent Davy) : le lieutenant-colonel Bruce Derringer
- Jane Horrocks (VF : Véronique Alycia ; VQ : Natalie Hamel-Roy) : Faith
- Mac McDonald : Les, le chef d'équipage
- Steven Mackintosh (VF : Alexandre Gillet) : Stan, le bleu
- Jodie Wilson : la chanteuse
- Keith Edwards : « S-2 »
- Ben Browder : le capitaine novice

 Source et légende : version française (VF) sur RS Doublage ; version québécoise (VQ) sur Doublage.qc.ca

## Production
Le scénario est extrêmement dramatisé par rapport à la dernière mission réelle du Memphis Belle dont l'objectif fut Lorient et ses abris de sous-marins. L'avion et son équipage originel put bien regagner les États-Unis pour une tournée triomphale.
Les évènements dramatiques du film sont en fait tirés de plusieurs missions. Les noms ne sont pas ceux de l'équipage du vrai Memphis Belle.
Le film est spectaculaire, car il met en œuvre un grand nombre d'avions réels sans effets spéciaux. Au début du film, l'un d'entre eux réalise un atterrissage sur le ventre.
Les conditions sont réalistes, comme le mode d'embarquement dans l'avion dit « en saut de l'ange », le mode d'armement des bombes, l’exiguïté de la tourelle ventrale qui était réservée à des personnes de petite taille, les chocs à la suite des explosions voisines de tirs de DCA, le pilotage par le seul bombardier à proximité de la cible.
Au début de la mission, on voit de nombreux B-17 décoller à quelques secondes d'intervalle. Ils sont partiellement déportés par un vent de travers.
Les divers dangers des missions sont bien exposés, comme le simple risque de collision par météo nuageuse.
L'avion filmé est un B-17G alors que le véritable Memphis Belle était un B-17F. Pour plus de réalisme, la tourelle menton caractéristique des B-17G a été démontée. L'avion du film a été repeint pour ressembler au Memphis Belle original, mais avec cependant quelques différences volontaires pour éviter des problèmes de droits de diffusion.
Les chasseurs allemands, essentiellement des Me-109, en fait des Casa Buchon, et FW-190 sont aussi bien réels.[réf. nécessaire]
Dans le film, les chasseurs d'escorte américains sont des North American P-51 Mustangs alors qu'ils n'étaient pas encore opérationnels à la mi-1943. À cette époque, les chasseurs d'escorte étaient des Republic P-47 Thunderbolt qui disposaient effectivement d'un rayon d'action insuffisant et devaient abandonner les bombardiers à mi-parcours. Les P-51 déployés ultérieurement et munis de réservoirs supplémentaires pouvaient accompagner les bombardiers pendant la totalité de la mission.
Les scènes au sol ont été tournées pour l'essentiel sur une ancienne base de la Royal Air Force à Binbrook dans le Lincolnshire.
Pendant le tournage, un B-17 a eu un accident et s'est écrasé au décollage. C'était le F-BEEA prêté par l'IGN, qui utilisait encore à cette époque des B-17 pour ses missions de cartographie. Il semble que l'accident soit dû à la turbulence de sillage du F-BGSP, autre B-17 de l'IGN utilisé dans le film, qui a décollé devant lui. Le F-BEEA avait aussi été utilisé par Stanley Kubrick pour le tournage de Docteur Folamour.
L'utilisation d'images de synthèse est limitée à des séquences terribles, telles que celle d'un bombardier dont le nez est arraché ou d'un autre dont la queue est sectionnée par un chasseur allemand abattu. À certaines séquences telles que le lâcher de bombes par un grand nombre d'appareils. Ou aux séquences finales avec le vol et l'atterrissage sur deux moteurs.
Le recours à des images d'archives est très réduit; elles sont d'ailleurs bien reconnaissables, en noir et blanc et de mauvaise qualité car tremblées.

### Bande originale
The Chestnut Tree, chanson écrite par Tommie Connor, Jimmy Kennedy et Hamilton Kennedy apparaît dans le film mais ne figure pas sur le disque. La version de la chanson Danny Boy interprété par Harry Connick, Jr. à la soirée dansante n'y est pas présente ; une version plus lente chantée par Mark Williamson y est cependant présente. La bande originale, composée par George Fenton, a été nommée au British Academy Film Award de la meilleure musique de film en 1991.
Liste des titres
1. Londonderry Air / Front Titles: Memphis Belle (traditionnel / George Fenton) - 3:50
2. Green Eyes (Aquellos Ojos Verdes) (Nilo Menendez, Eddie Rivera, Eddie Woods) - 3:25
3. Flying Home (Benny Goodman, Lionel Hampton, Sydney Robin) - 2:57
4. The Steel Lady (Fenton) - 1:44
5. Prepare For Take Off (Amazing Grace) (traditionnel) - 2:39
6. The Final Mission (Fenton) - 3:51
7. With Deep Regret… (Fenton) - 2:02
8. I Know Why (And So Do You) (Mack Gordon, Harry Warren) - 2:55 - interprété par Glenn Miller et son orchestre
9. The Bomb Run (Fenton) - 1:30
10. Limping Home (Fenton) - 2:25
11. Crippled Belle: The Landing (Fenton) - 3:26
12. Resolution (Fenton) - 1:06
13. Memphis Belle (End Title Suite) (Fenton) - 7:37
14. Danny Boy (Theme from Memphis Belle) (Frederic E. Weatherly) - 3:20 - interprété par Mark Williamson

## Sortie et accueil

### Box-office
Memphis Belle sort dans les salles américaines le 12 octobre 1990, où il est distribué sur 1 087 écrans, où il prend directement la seconde place du box-office pour son premier week-end d'exploitation avec 5 026 846 $ de recettes. Le film ne sera pas diffusée au-delà des 1 368 salles durant toute son exploitation, qui se termine avec un résultat de 27 441 977 $. Au Royaume-Uni, où il est sorti un mois auparavant sur 266 écrans, il rapporte 1 174 250 £ lors de sa semaine d'ouverture, se classant numéro un au box-office, position qu'il gardera lors de sa deuxième semaine. Il totalisera 4 924 000 £ sur le territoire britannique, soit 1 851 191 entrées et une seizième place au box-office annuel.
En France, le film totalise 254 798 entrées durant l'année de sa sortie.

### Réception critique
Le film fut moyennement apprécié en France. L’analyse des Fiches du Cinéma 1991 résume assez bien les reproches faits au film : « Fade et laborieux remake des multiples célébrations hollywoodiennes de l’aviation américaine. (…) On songe surtout à une série de films publicitaires réalisés pour une célèbre marque de vêtements. (…) Il n’y a pas une image qui ne soit « marquée » du sceau de l’euphorie plate et stérile de la pub. Consternant, quand il s’agit de ce qu’on appelle communément du « cinéma ».